# Banner des Sieges

Banner des Sieges

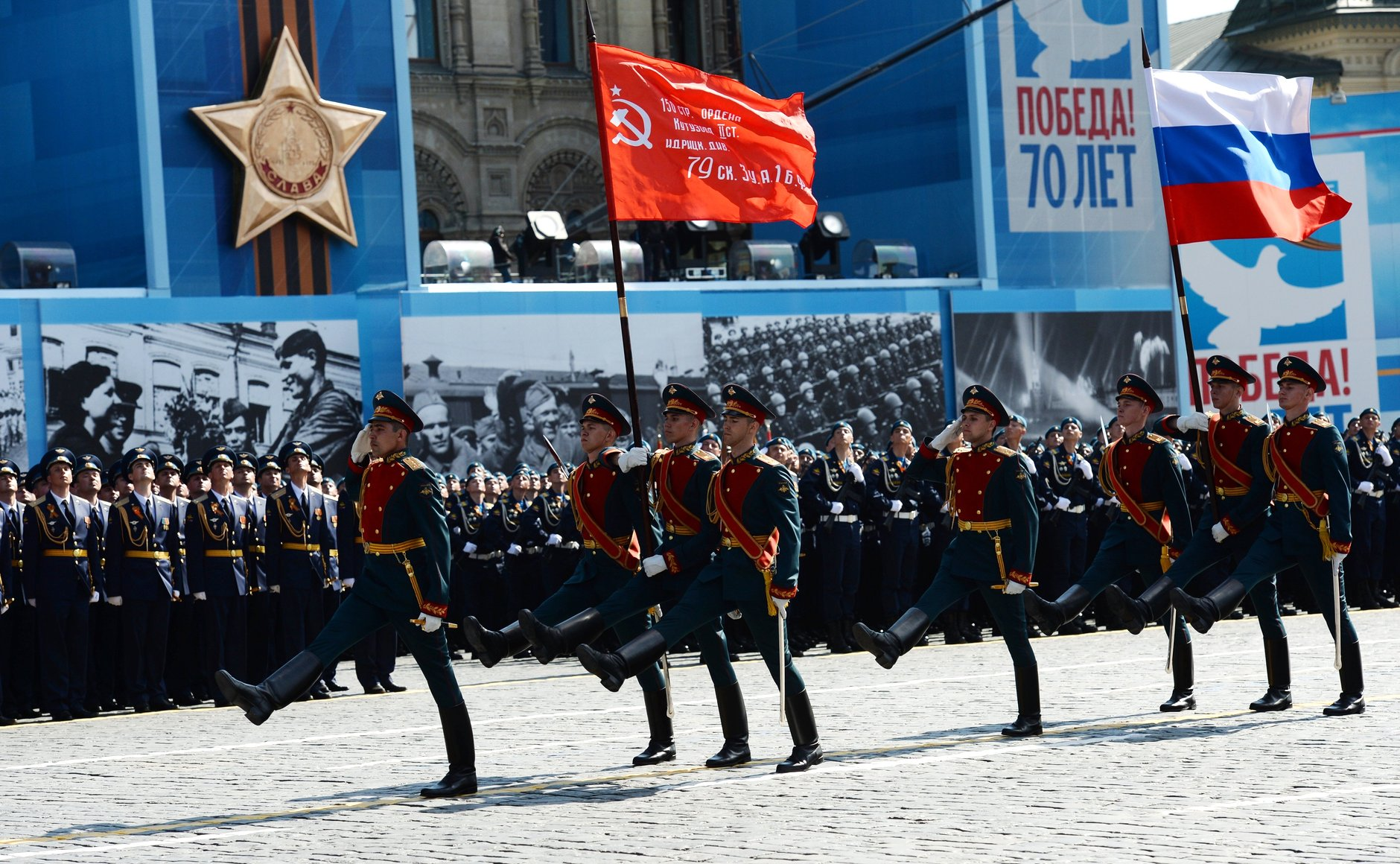
Siegesparade in Moskau 2015

Als Banner des Sieges (russisch Знамя Победы Snamja Pobedy) wird eine Truppenfahne der Roten Armee bezeichnet, die Rotarmisten am 1. Mai 1945 während der Schlacht um Berlin auf dem Reichstagsgebäude hissten. Verantwortlich dafür war Leutnant Alexei Prokopjewitsch Berest. Die Flagge trägt die Aufschrift „150. Schützendivision, Kutusow-Orden 2. Klasse, Division Idriza, 79. Schützenkorps, 3. Stoßarmee, 1. Weißrussische Front“.
Die Flagge wird im Zentralmuseum der russischen Streitkräfte in Moskau aufbewahrt. Sie ist in der Russischen Föderation gesetzlich geschützt.
Nach der russischen Invasion der Ukraine 2022 hissten russische Truppen diese Flagge nacheinander auf mehreren eroberten Gebäuden.

## Geschichte
Während des Deutsch-Sowjetischen Krieges entwickelten Soldaten der Roten Armee die Tradition, an wichtigen Orten, die sie erobert hatten, selbst angefertigte sowjetische Fahnen zu hissen.
Die konkrete Idee für das Hissen des Siegesbanners am Reichstag wird einer Rede Stalins bei einer Versammlung der Moskauer Stadtverwaltung „Mossoviet“ anlässlich des 27. Jahrestages am 6. Oktober 1944 zugeschrieben:
„Das Sowjetvolk und die Rote Armee erfüllen mit Erfolg die Aufgaben, die sich uns im Vaterländischen Krieg gestellt haben [...] Von nun an und für immer ist unser Land frei von Hitlers Schmutz, und nun steht der Roten Armee ihre letzte, endgültige Mission bevor: zusammen mit den Armeen unserer Verbündeten das Werk der Niederschlagung der deutschen faschistischen Armee zu vollenden, die faschistische Bestie in ihrer eigenen Höhle zu erledigen und das Banner des Sieges über Berlin zu hissen.“
Eine in einer Moskauer Stickerei (No. 07) angefertigte Flagge in kunstvoller Ausfertigung (mit Ornamenten, dem Emblem der UdSSR, dem Siegesorden und der Aufschrift „Unsere Sache ist richtig- wir haben gesiegt“), die ursprünglich in Berlin hätte gehisst werden sollen, wurde nicht mehr an die Truppe ausgegeben, sondern verblieb in Moskau.
Während einer Besprechung aller politischen Leiter der Armeen der 1. Weißrussischen Front am 9. April 1945 in der Nähe von Landsberg wurde den politischen Leitern befohlen, dass jede Armee, die Berlin angriff, eine entsprechende rote Flagge anzufertigen und mitzuführen habe, sodass sie über dem Reichstag gehisst werden könne. Im Anschluss daran befahl der Befehlshaber der 3. Stoßarmee (welche als erste Armee ins Zentrum von Berlin vorstoß), Generaloberst Kusnezow, auf Vorschlag seines Leiters der politischen Abteilung, des späteren Generalleutnants Fjodor Jakowlewitsch Lisitsyn, für jede Division der Armee eine Flagge anzufertigen (insgesamt 9 Stück).
Die Flaggen wurden unter Verwendung von Material aus einem deutschen Geschäft nach dem Vorbild der Nationalflagge der UdSSR durch das Armeehaus der Roten Armee hergestellt. Die Verantwortung dafür trug der Chef des Armeehauses, Major Georgi Nassarowitsch Golikow: Stern, Hammer und Sichel wurden durch den Künstler Wassiliy Buntow mit der Hilfe einer Schablone angebracht. Die Fahnenstangen wurden durch den Obersergeanten Gabow aus einem Brett gesägt.
Am Abend des 22. April 1945 wurden die Flaggen an die neun Divisionen übergeben. Das spätere Banner des Sieges wurde durch die herstellenden Soldaten mit der No. 05 gekennzeichnet.
Der Befehl, die Flagge über dem Reichstag als wichtigstem Gebäude Berlins zu hissen, wurde angeblich direkt von Stalin an das Kommando der 1. Weißrussischen Front auf Nachfrage erteilt.
Die 171. und 150. Schützendivision erreichten am 29. April 1945 gegen Abend die Umgebung des Reichstags. Am Morgen des 30. April versuchten die sowjetischen Truppen erstmals, das Gebäude zu stürmen, wurden aber durch das Feuer der verteidigenden Soldaten der Wehrmacht zurückgeschlagen. Nach intensiver Vorbereitung durch Artilleriefeuer wurde um 13:30 Uhr ein neuer Angriff unternommen.
Eine Falschmeldung des Chef des Stabes der 150. Schützendivision, des Obersten Djatschkow, an den Chef des Stabes des 79. Schützenkorps, die Truppen hätten um 14:25 Uhr das Siegesbanner über dem südlichen Teil des Reichstages gehisst, wurde auch über den Allunionsrundfunk verbreitet. Tatsächlich hatten sich zu diesem Zeitpunkt lediglich einige Gruppen Zugang zu dem Gebäude verschafft. Es wird jedoch in der heutigen Geschichtsschreibung den Stabsoffizieren, die diese Meldung verbreiteten, kein politisches oder ideologisches Motiv unterstellt, sondern es wird vielmehr auf die Unübersichtlichkeit der Lage verwiesen.
Der dritte Sturmangriff der Rotarmisten war in den Abendstunden des 30. April schließlich erfolgreich. Um 22 Uhr (Berliner Zeit, in der heutigen Geschichtsschreibung wird daher heute oftmals der 01. Mai gemäß Moskauer Zeit angegeben.) wurde die Sturmflagge der 150. Schützendivision, das „Banner das Sieges“, von Rachimschan Koschkarbajew unter Mithilfe von drei weiteren Rotarmisten auf dem östlichen Dach des Reichstagsgebäudes angebracht. Nächtlicher deutscher Artilleriebeschuss konnte alle bisherigen Transparente schnell zerstören.
Gemäß den Memoiren des Kommandeurs des Bataillons, welches den Reichstag stürmte, Hauptmann (später Oberst) Neustrojew, habe der Regimentskommandeur des 756. Schützenregiments, Oberst Sintschenko, selber dem Sergeant Michail Alexejewitsch Jegorow und dem Untersergeant Meliton Kantaria befohlen, das Siegesbanner zu hissen, wobei der posthum als Held der Ukraine ausgezeichnete Leutnant Alexei Berest mit der Leitung des Kampfauftrages beauftragt wurde. Maschinengewehrschützen der Roten Armee gaben den drei Soldaten währenddessen Feuerschutz. Zunächst wurde das Banner am östlichen Haupteingang des Reichstags an einer Reiterstatue Wilhelm I. festgemacht.
Als die Deutschen im Reichstag bereits kapituliert hatten, soll Oberst Sintschenko selber mit Sergeant Jegorow und Untersergeant Kantaria am 2. Mai auf das Reichstagsdach gestiegen sein und befohlen haben, das Banner an der Kuppelspitze des Reichstags anzubringen.
Das Gebiet rund um den Reichstag wurde in Übereinstimmung mit den Alliierten zeitnah zur Britischen Besatzungszone erklärt und von der Roten Armee geräumt. Das Banner wurde daher bereits zwischen dem 05. und 12. Mai entfernt (hier ist die Quellenlage uneindeutig) und durch ein größeres Banner ersetzt.
Generaloberst Perewjurtkin, der Kommandeur des 79. Schützenkorps, berichtete an die 3. Stoßarmee, er habe befohlen, das Banner aufzubewahren und es über General Schukows Vermittlung Stalin persönlich überbringen zu lassen.
Einige Quellen berichten, Marschall Schukow habe persönlich die Lieferung des Banners angeordnet. Sie wurde am 19. oder 20. Juni 1945 auf Befehl des Politoffiziers der 150. Schützendivision, Oberstleutnant Artjuchow, mit der Inschrift „150 стр. ордена Кутузова II ст. Идриц. Див“ („150. Schützendivision, Kutusow-Orden 2. Klasse, Division Idriza“) versehen. Im Anschluss wurde sie unter Begleitung von Oberstleutnant Artjuchow zum Politoffizier des 79. Schützkorps, Oberst Krylow, verbracht und diesem präsentiert. Er soll mit der Inschrift nicht zufrieden gewesen sein und Artjuchow mit den Worten „Wer hat Ihnen das Recht gegeben, das zu schreiben?“ gerügt haben. Daraufhin schlug Oberstleutnant Artjuchow vor, die Inschrift „79 стр. корпус, 3 Ударная армия, 1 Белорусский фронт“ („79. Schützenkorps, 3. Stoßarmee, 1. Weißrussische Front“) hinzuzufügen. Da der Platz auf der Flagge hierfür nicht mehr ausreichte, wurde verkürzt „79 ск, 3 уа, 1 Бф“ aufgebracht. Der Anblick der Ziffer „79“, der Zahl seines eigenen Verbandes, soll Krylow schließlich zufrieden gestellt zu haben, womit der Konflikt beigelegt war.
Am 20. Juni 1945 wurde das Banner schließlich auf dem Luftweg nach Moskau gebracht. Bei der „Verabschiedung“ am Flughafen Tempelhof waren die beteiligten Soldaten Hauptmann Neustrojew, der ebenfalls an der Einnahme des Reichstages beteiligte Bataillonskommandeur des 1. Schützenbataillons der 171. Schützendivision Oberleutnant Samsonow (der bei der Siegesparade 1965 das Banner des Sieges über den Roten Platz trug), der Kompaniekommandant der Kompanie, die den hissenden Soldaten Feuerunterstützung bot, Obersergeant Syanow, Sergeant Jegorow und Untersergeant Kantaria anwesend. In Moskau nahm der Stellvertretende Stadtkommandant von Moskau, Oberst Grebenschtschikow, das Banner am Zentralen Flugplatz „Frunze“ entgegen. Die anwesende Kompanie der Ehrengarde führte der damalige Hauptmann und spätere Armeegeneral und Oberkommandierende der Landstreitkräfte der UdSSR Walentin Iwanowitsch Warennikow. Die drei Helden der Sowjetunion Obersergeant Schkirjow (der Fahnenträger), Starschina (im Gardestatus) (=Stabsfeldwebel, der höchste Unteroffiziersdienstgrad der Sowjetunion) Papyschew und Obersergeant (im Gardestatus) Maschtakow bildeten den Fahnentrupp.
Ursprünglich sollte Hauptmann Neustrojew das Banner bei der Moskauer Siegesparade von 1945 über den Roten Platz tragen und dabei von Berest, Jegorow und Kantaria begleitet werden. Da Neustrojew jedoch an den Beinen verwundet war, der Ausbildungsstand der vorgesehenen Soldaten nicht den Ansprüchen genügte und vermeintlich keine anderen passenden Soldaten zur Stelle waren, entschied Marschall Schukow, dass das Banner des Sieges nicht an der Parade teilnimmt.

## Verbleib

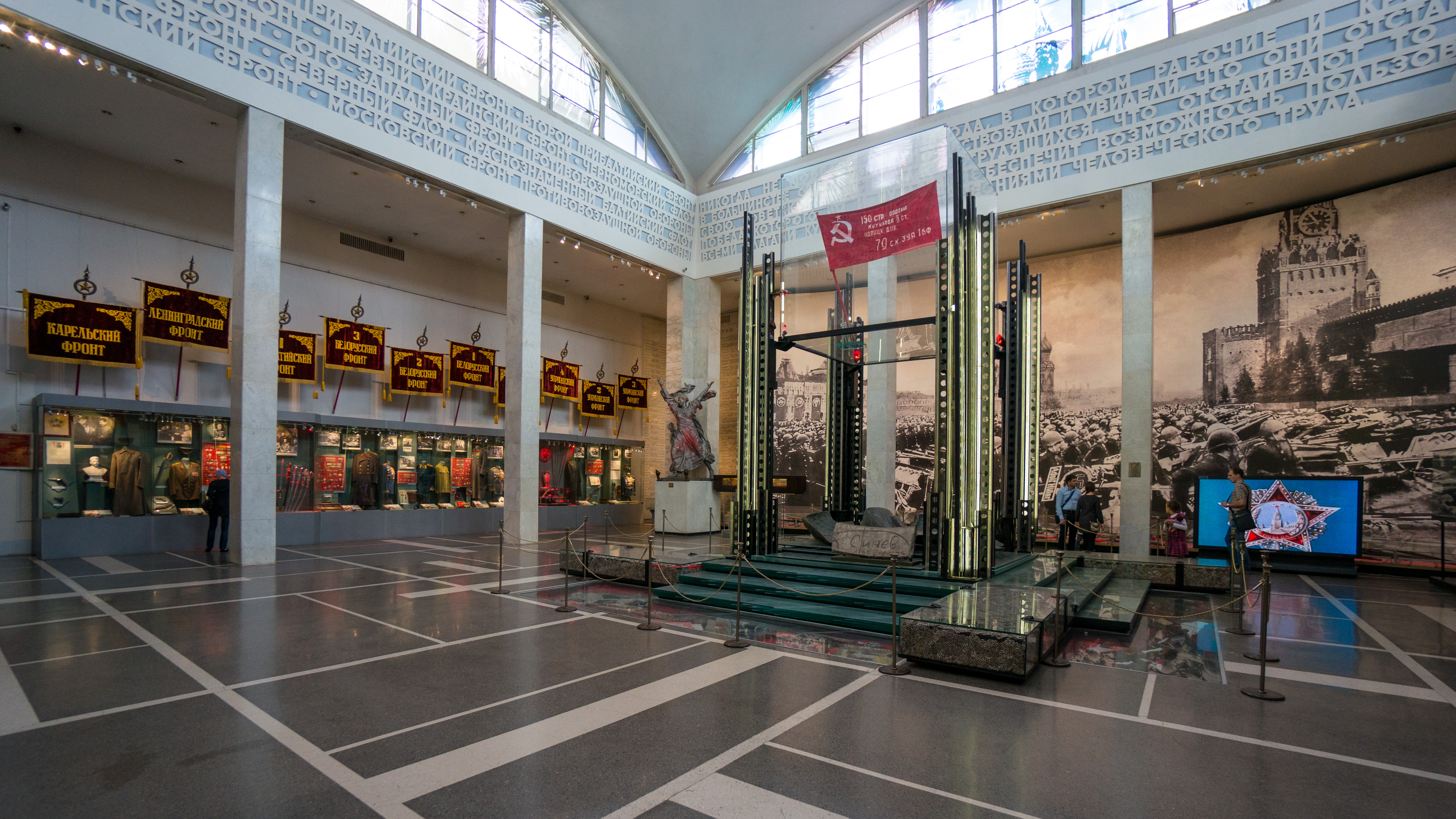
Das originale Banner des Sieges aufbewahrt im Zentralmuseum der Streitkräfte der UdSSR

Aufgrund einer Anordnung des politischen Zentraldirektorats der Roten Armee wurde das Banner am 10. Juli 1945 in das Zentralmuseum der Streitkräfte der UdSSR zur „ewigen Aufbewahrung“ verbracht. Das Banner verließ das Museum im Anschluss noch einige Male, wurde aber ansonsten im Depot des Museums aufbewahrt. Am 8. Mai 2011 eröffnete das Museum einen Saal, in dem das Banner ausgestellt ist. Der entsprechende Glaskubus wird von Führungsschienen des BM-13 Raketenwerfers „Katjuscha“ getragen und steht auf Glasvitrinen in Form eines zerstörten Hakenkreuzes, welche u. a. mit deutschen Fahnen und 20.000 Eisernen Kreuzen (Reproduktionen) angefüllt sind.